# Homalura
Homalura là một chi ruồi trong họ Chloropidae.